# Ghiblies Episode 2
Ghiblies Episode 2 (ギブリーズ episode2?, Giburīzu episōdo tū) è un cortometraggio d'animazione giapponese del 2002, prodotto da Hiroyuki Watanabe e diretto da Yoshiyuki Momose. 

Il cortometraggio, seguito di Ghiblies (del 2000, diretto dallo stesso Momose), è stato accoppiato alle proiezioni del film Neko no ongaeshi. 
 Si può notare infatti, che la data d'uscita dei due prodotti è la stessa. Praticamente il corto è un'esclusiva per gli spettatori che vedranno il lungometraggio che lo segue, nelle sale. 

In Italia comunque, è ancora inedito.